# Leptasterias hexactis
Leptasterias hexactis är en sjöstjärneart som först beskrevs av William Stimpson 1862.  Leptasterias hexactis ingår i släktet Leptasterias och familjen trollsjöstjärnor.
Artens utbredningsområde är Kalifornien.

## Underarter
Arten delas in i följande underarter:
- L. h. vancouveri
- L. h. occidentalis
- L. h. hexactis

## Bildgalleri

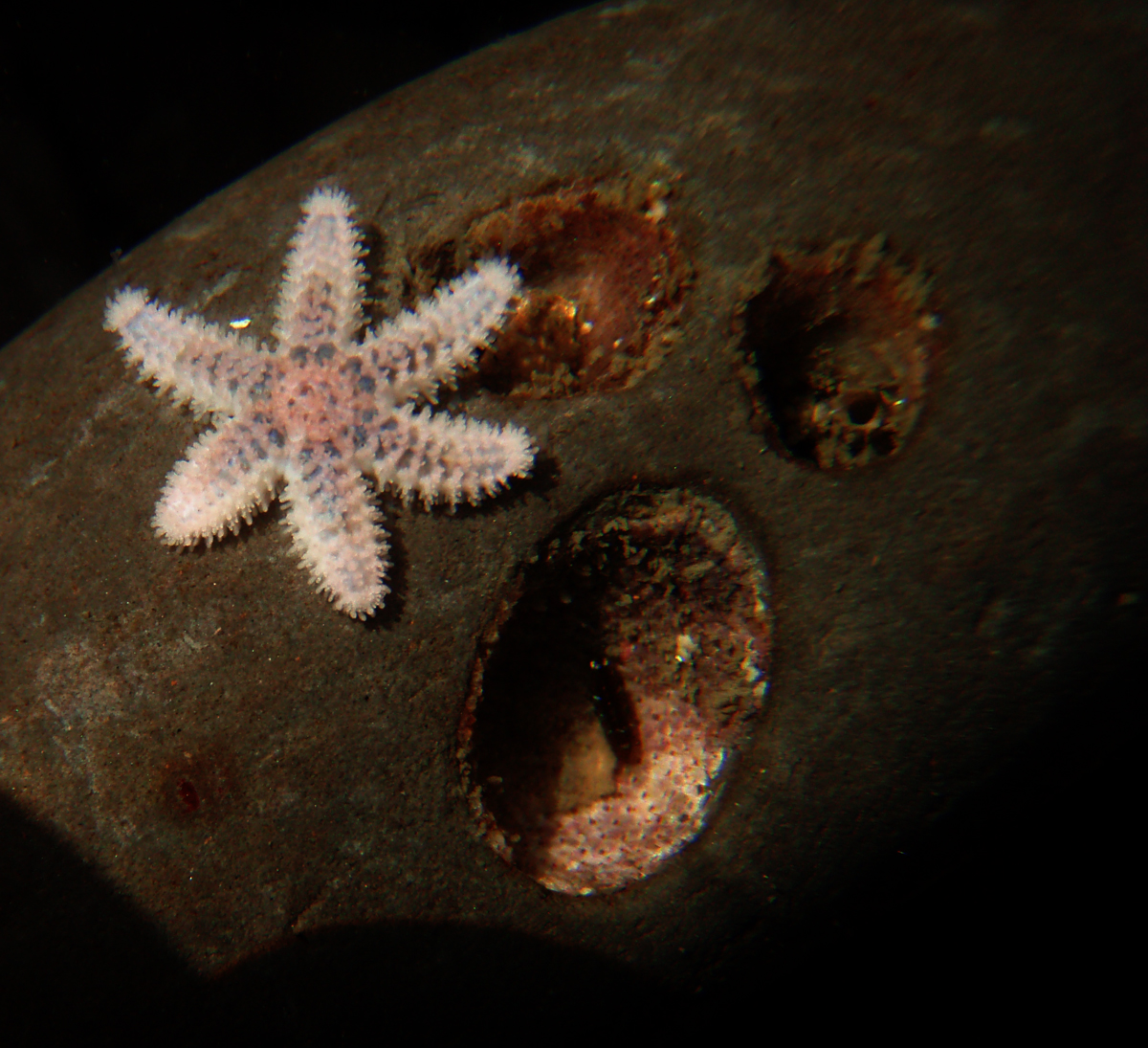